# Hjortsberga landskommun, Småland
Hjortsberga landskommun var en tidigare kommun i Kronobergs län.

## Administrativ historik
Kommunen bildades i Hjortsberga socken i Allbo härad i Småland då 1862 års kommunalförordningar trädde i kraft. 
I samband med kommunreformen 1952 bildade den storkommun, då Kvenneberga landskommun gick upp i Hjortsberga. 
Denna kommunbildning klarade inte tiden fram till nästa indelningsreform, utan gick redan 1963 upp i Alvesta köping som 1971 ombildades till Alvesta kommun.

### Kyrklig tillhörighet
I kyrkligt hänseende tillhörde kommunen Hjortsberga församling. Den 1 januari 1952 tillkom Kvenneberga församling. Dessa slog ihop 1957 att bilda Hjortsberga och/med Kvenneberga församling.

## Geografi
Hjortsberga landskommun omfattade den 1 januari 1952 en areal av 139,00 km², varav 135,79 km² land.

### Tätorter i kommunen 1960
I Hjortsberga landskommun fanns tätorten Hjortsberga, som hade 281 invånare den 1 november 1960. Tätortsgraden i kommunen var då 23,2 procent.

## Politik

### Mandatfördelning i valen 1938–1958
| 4 | 1 | 4 | 6 |

| 15 |

| 4 | 6 | 4 | 1 |

| 15 |

| 4 | 4 | 2 | 5 |

| 15 |

| 5 | 7 | 2 | 6 |

| 20 |

| 5 | 7 | 3 | 5 |

| 20 |

| 4 | 8 | 2 | 6 |

| 20 |